# 塔弗爾湖
48°36′30″N 13°08′33″E / 48.60840643825256°N 13.142486214637756°E

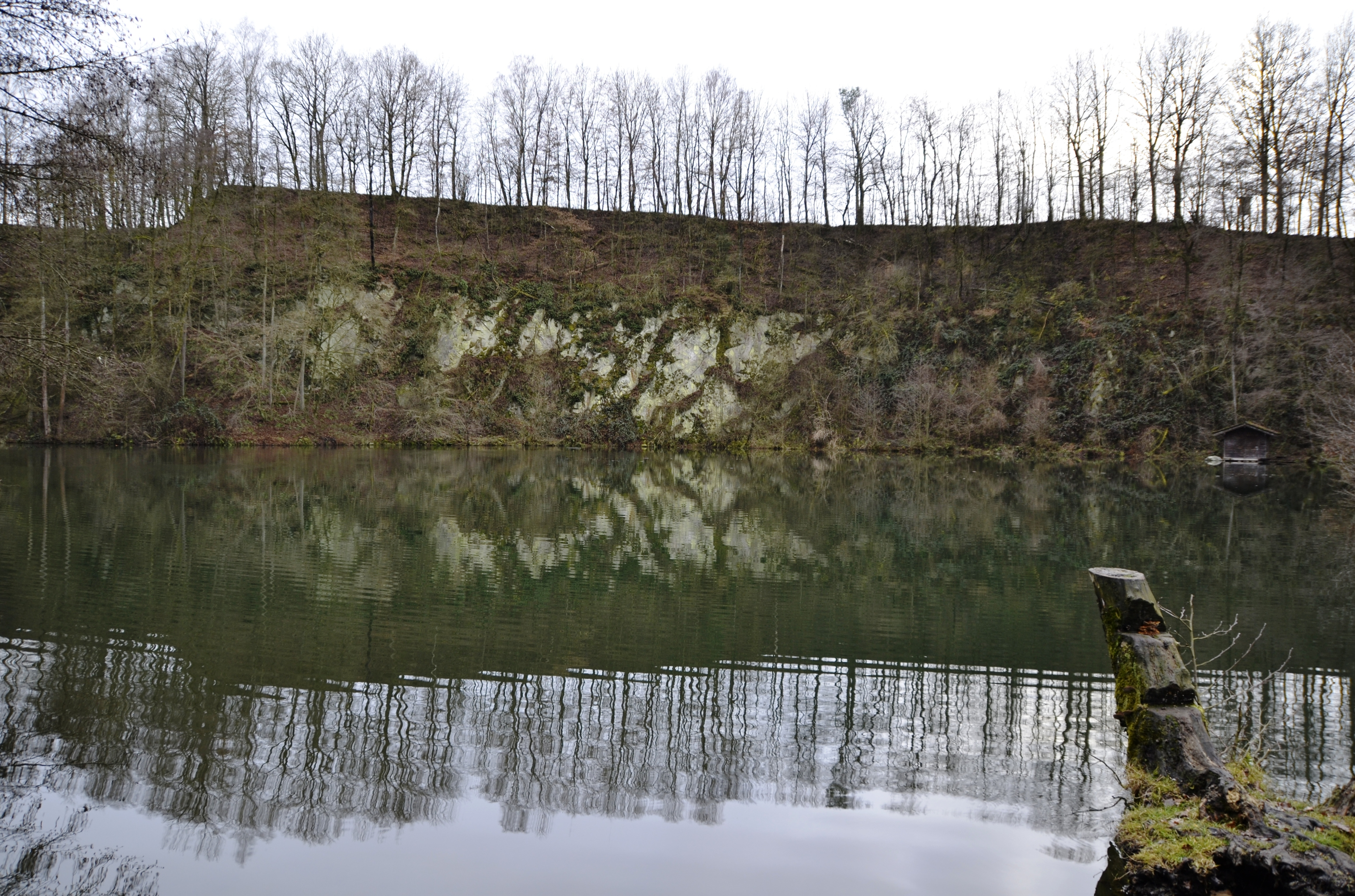

塔弗爾湖（德語：Taferlsee），是德國的人工湖泊，位於該國東南部，由巴伐利亞州負責管轄，處於多瑙河畔菲爾斯霍芬西南面4.5公里，長0.1公里、寬0.1公里，面積0.01平方公里，海拔高度330米，平均水深11米，水體容量15.6萬立方米。